# Harrie Smolders

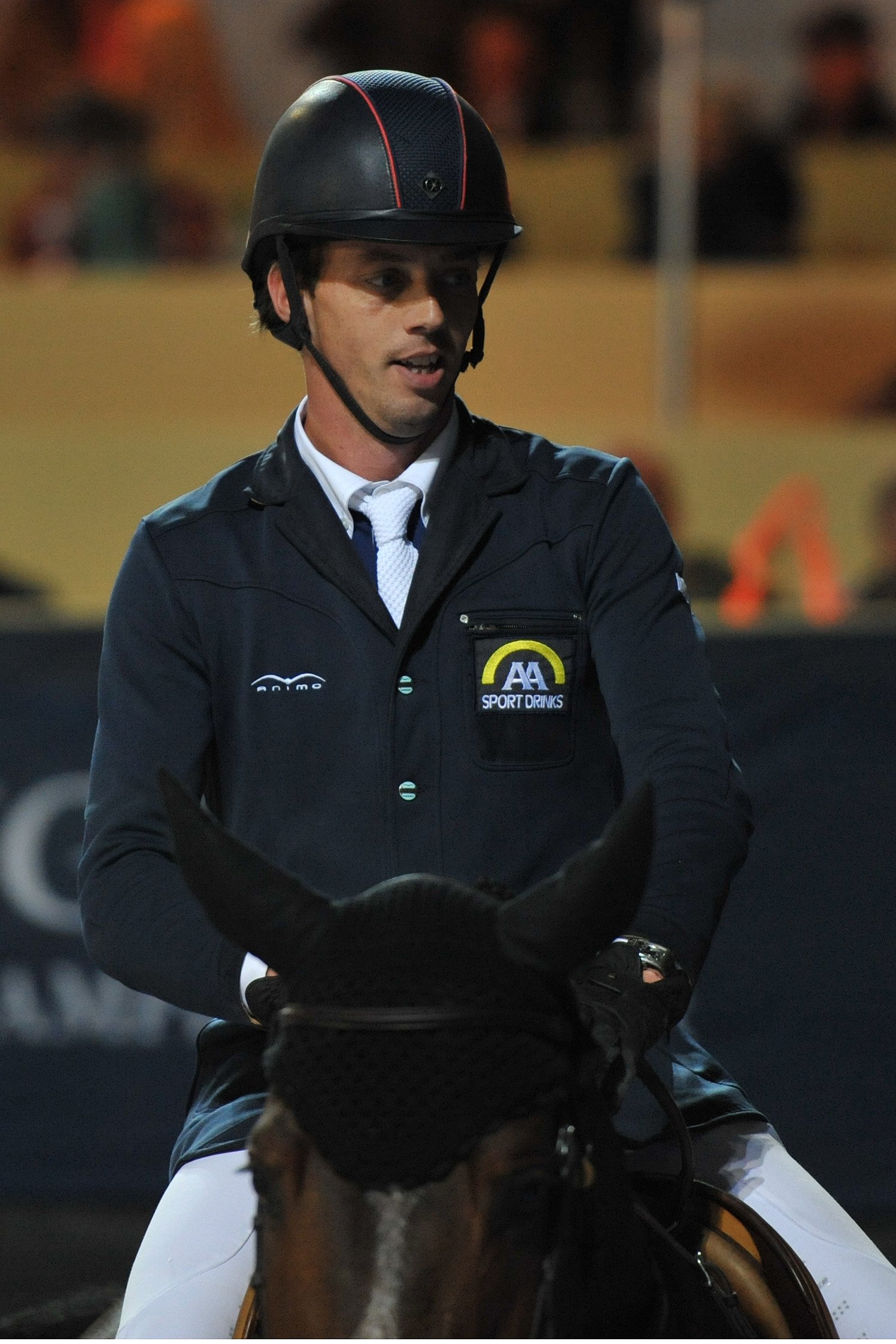
Harrie Smolders (2013)

Harrie Smolders (* 10. Mai 1980 in Lage Mierde) ist ein niederländischer Springreiter.

## Privates
Er lebt im niederländischen Lage Mierde, trainiert aber im Stall von Alex Verlooy im belgischen Grobbendonk. Smolders ist liiert und hat zwei Söhne.

## Werdegang

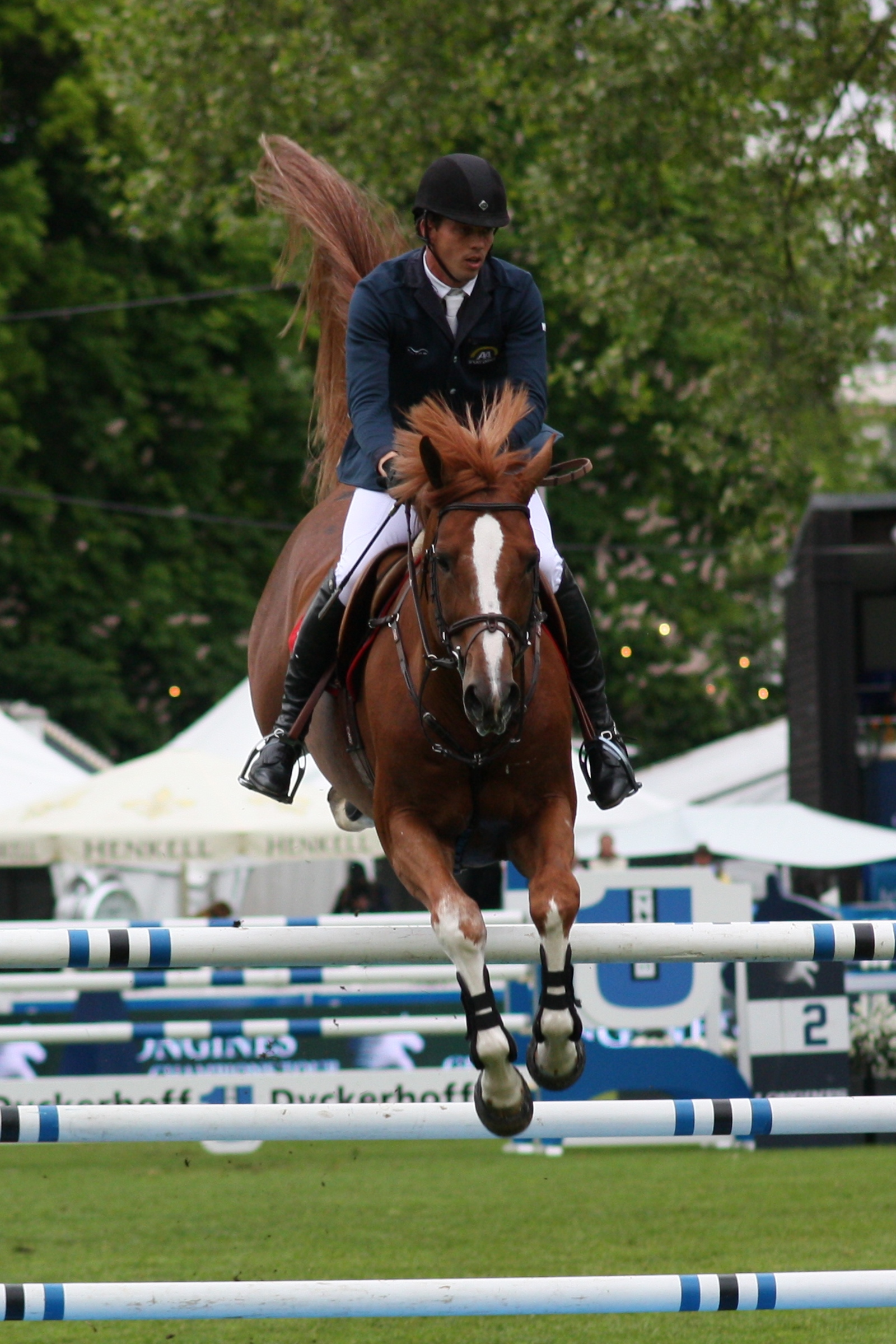
Harrie Smolders mit Emerald beim Pfingstturnier Wiesbaden 2013

Smolders, der aus einer Reiterfamilie stammt, begann im Alter von acht Jahren zu reiten. In seiner Jugend ritt er erfolgreich in Dressur- und Vielseitigkeitsprüfungen.
18-jährig wechselte er in den Stall von Johan Heins, bei dem er vier Jahre lang tätig war. Zu dieser Zeit nahm er an zwei Europameisterschaften für Junge Reiter teil. Nachdem er im Jahr 2000 noch ohne Medaille blieb (mit Odessa 5. Platz mit der Mannschaft und 20. Platz im Einzel), gewann er ein Jahr später als Teil der niederländischen Equipe die Bronzemedaille. In der Einzelwertung kam er hier Liverpool auf Rang 14.
Seit 2002 reitet er für Alex Verlooy. Sein erstes internationales Championat in der Altersklasse der Reiter bestritt er 2009, als er mit Walnut de Muze als Teil der niederländischen Mannschaft an den Europameisterschaften teilnahm (4. Platz mit der Mannschaft, 37. Rang in der Einzelwertung). Im Folgejahr war mit Walnut de Muze bei den Weltreiterspielen 2010 am Start. Hier kam er im Einzel Rang 39 und mit der Mannschaft Rang 15. Im selben Jahr ritt er Emerald in Lanaken-Zangersheide bei den Weltmeisterschaften der sechsjährigen Springpferde, der Hengst wurde hier Vize-Weltmeister.
Seinen bis dahin größten Einzelerfolg gelang Smolders Anfang 2016 mit Emerald, als er in Göteborg beim Weltcupfinale den zweiten Platz belegte. Vier Jahre zuvor hatte er mit der Ratina-Z-Enkelin Regina Z beim Weltcupfinale in ’s-Hertogenbosch den zehnten Platz erreicht.
Im Rahmen der Global Champions Tour feierte er 2016 und 2017 diverse Erfolge, unter anderem gewann er die Etappen in Rom 2016 und Chantilly 2017. Bei den Europameisterschaften in Göteborg 2017 gewann er mit Don die Einzel-Silbermedaille.
Im September 2017 befand er sich auf Rang sechs der Springreiter-Weltrangliste.

## Pferde
aktuelle:

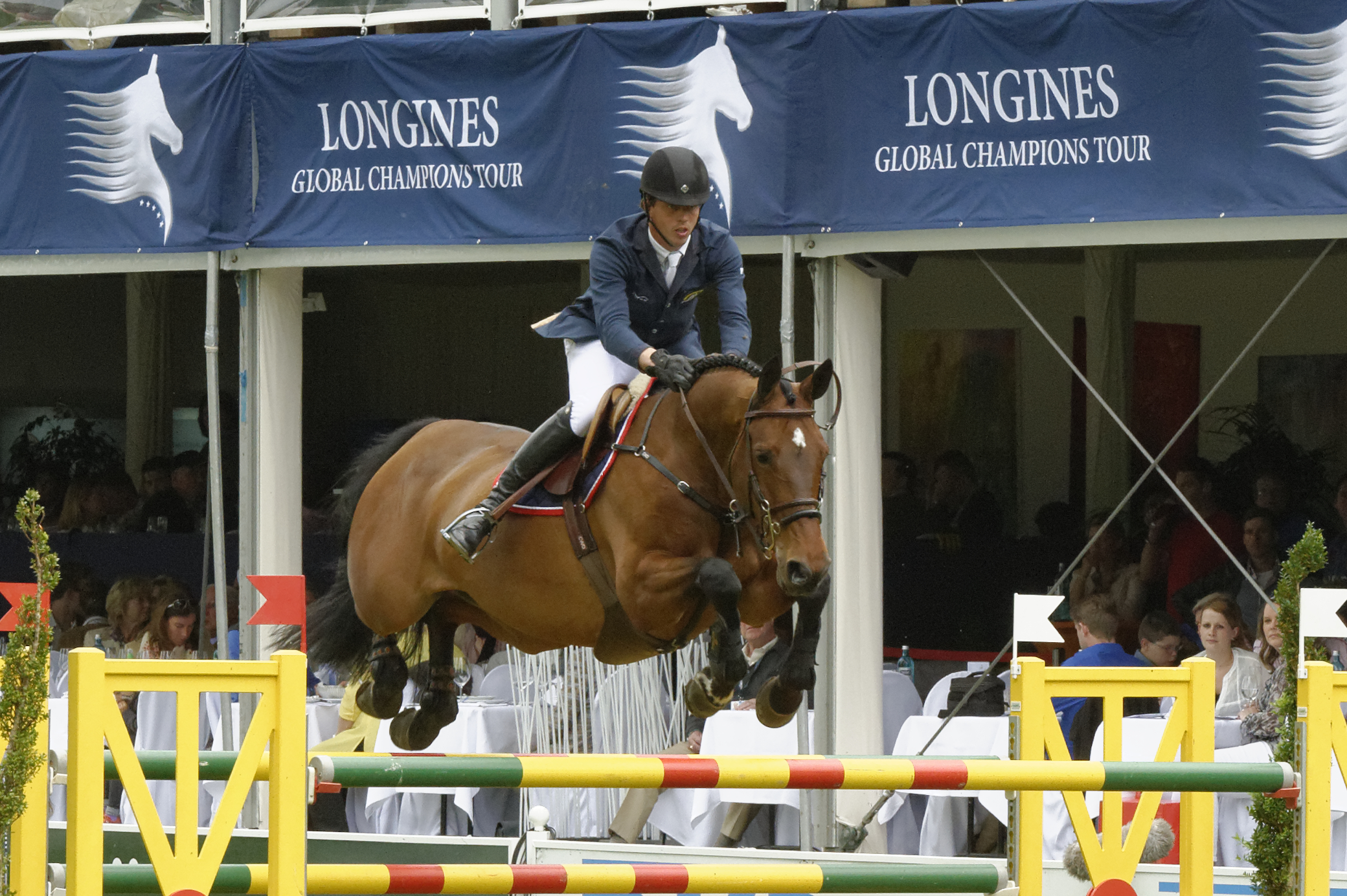
Harrie Smolders mit Walnut de Muze (2013)

- Monaco (* 2009), brauner Holsteiner Wallach, Vater: Cassini II, Muttervater: Contender
- Deesse de Kerglenn (* 2013), braune Selle Français-Stute, Vater: Mylord Carthago, Muttervater: Crusador TN
- Mr. Tac (* 2012), brauner BWP-Wallach, Vater: Nonstop, Muttervater: Toulon
- Koberlina TN (* 2015), braune KWPN-Stute, Vater: Eldorado van de Zeshoek, Muttervater: Verdi
- Bingo du Parc (* 2011), Selle Français-Fuchswallach, Vater: Mylord Carthago, Muttervater: Diamant de Semilly
- Ecclestone Z (* 2018), Zangersheider Fuchshengst, Vater: Escape Z, Muttervater: Cassini II

ehemalige Turnierpferde:
- Exquis Oliver Q (* 1996), BWP-Fuchshengst, Vater: Quattro, Muttervater: Maykel, ab 2013 von Ryuichi Obata geritten, im August 2015 beim CSI2* Bonheiden aus dem Sport verabschiedet

- Exquis Powerfee (* 1997), dunkelbrauner KWPN-Hengst, Vater: Fedor, Muttervater: Erdball xx, zuletzt 2014 im internationalen Sport eingesetzt
- Cold as Ice Z (* 1999), Zangersheider Schimmelstute, Vater: Carthago Z, Muttervater: Ramiro Z, Cold as Ice Z ist die Mutter von Judy-Ann Melchiors As Cold As Ice Z, zuletzt im Mai 2010 von Julie Ineichen im internationalen Sport eingesetzt
- Exquis Walnut de Muze (* 1999), braune BWP-Stute, Vater: Nabab De Reve, Muttervater: Chin Chin, zuletzt 2015 im internationalen Sport eingesetzt
- Night Flight (* 2000), brauner KWPN-Wallach, Vater: Nairobi, Muttervater: Hamlet, zuletzt im Februar 2019 von Wael Mahgary im internationalen Sport eingesetzt
- Regina Z (* 2000), braune Zangersheider Stute, Vater: Rex Z, Muttervater: Savoy Hanover, zuletzt 2015 im internationalen Sport eingesetzt
- Don van het Parelshof Z (* 2004), Zangersheider Dunkelfuchs-Hengst, Vater: Diamant de Semilly, Muttervater: Voltaire[5], zuletzt im Juli 2020 im internationalen Sport eingesetzt
- Emerald van 't Ruytershof (* 2004), BWP-Fuchshengst, Vater: Diamant de Semilly, Muttervater: Carthago[6], zuletzt im Dezember 2018 im internationalen Sport eingesetzt